# Головко Микола Арсентійович
Микола Арсентійович Головко́ (3 грудня 1930 − 7 червня 1986) — українській аграрій, Герой Соціалістичної Праці.

## Дитячі роки
Народився в сім'ї колгоспників Арсентія Івановича Головко та Паламарчук Олени Олексіївни Паламарчук. Старший брат Михайло 1927 року народження був службовцем. Маленьким хлопчиком він пережив Голодомор 1932—1933 рр. У селі в той час, як і в усій країні лютував великий голод і йому прийшлося терпіти значні труднощі. Батько Арсеній Іванович працював різноробочим, згодом був призначений бригадиром, а мати Олена Олексіївна у рільничій бригаді ланковою. З малих літ і Микола мусив працювати, щодня пас худобу.
В час Німецько-радянської війни в 1941 році батька та старшого брата Михайла було вивезено на примусові роботи до Німеччини. Микола залишився єдиним чоловіком у сім'ї і допомагав матері вести господарство.

## Героїчна праця
Після закінчення Красноставської семирічної школи розпочав трудову діяльність причіплювачем в колгоспі ім. Карла Маркса. Вступив до Кутковецького професійно — технічного училища на курси трактористів широкого профілю.
З 1951 по 1953 роки служив в лавах збройних сил Радянської Армії. Звільнившись у запас, працював трактористом Орининської МТС, а пізніше колгоспу ім. Карла Маркса.
У грудні 1957 року вступив у ряди комуністичної партії Радянського Союзу. У 1960 році Микола поступив в Новоушицький технікум сільського господарства на механічний відділ. Після закінчення навчання його було призначено обліковцем тракторної бригади, де зарекомендував себе дисциплінованим і вмілим керівником.
У 1965 році його було призначено бригадиром комплексної бригади № 2 колгоспу «Росія», і водночас заочно навчався у
Кам'янець-Подільському сільськогосподарському інституті на агрономічному відділі.
У своїй роботі Микола Арсентійович старався іти в ногу з часом. На полях с. Красноставці повністю дотримувалися агрономічні норми. Будучи спеціалістом механіком бригадир велику увагу приділяв навчанню і перепідготовці кадрів механізаторів широкого профілю. Десятки молодих юнаків після закінчення школи вступив до Кутковецького СПТУ потім повертаючись у рідне село. Серед них можна назвати Коваля В. О. та Олійника А. Т., які пізніше очолювали тракторну бригаду № 2 колгоспу «Росія».
Будучи членом обкому КПУ провадив значну партійну і пропагандистку роботу. 10-12 лютого 1981 року був делегатом XXVI з'їзду Комуністичної партії України. Залишив бригадир добру згадку про себе будуючи продтоварний магазин у центрі села. Цей магазин у селі в основному зберігся і досі.

## Відзнаки
У 1970 роках за вагомі здобутки у сільськогосподарському виробництві Миколу Арсентійовича було нагороджено орденами Леніна, Жовтневої революції, Знак Пошани.
«За видатні успіхи, досягнуті у Всесоюзному соціалістичному змаганні, проявлену трудову доблесть у виконанні планів і соціалістичних зобов'язань по збільшенню виробництва та продаж державі зерна, цукрових буряків, картоплі та інших продуктів землеробства» в 1979 році. Президія Верховної Ради СРСР указом від 10 березня 1980 року присвоїла Головку Миколі Арсентійовичу звання Героя Соціалістичної Праці із врученням ордена Леніна і золотої медалі «Серп і Молот»